# يوهان أندرياس ميخائيل ناغل
يوهان أندرياس ميخائيل ناغل (بالألمانية: Johann Andreas Michael Nagel)‏ هو مستشرق ألماني، ولد في 29 سبتمبر 1710 في زولتسباخ-روزنبرغ في ألمانيا، وتوفي في 29 سبتمبر 1788 في آلتدورف باي نورنبرغ في ألمانيا.